# Silke Möllerová
Silke Möllerová, rozená Gladischová (* 20. června 1964, Stralsund, Meklenbursko-Přední Pomořansko) je bývalá východoněmecká atletka, sprinterka.

## Kariéra
Dne 6. října 1985 na světovém poháru v australské Canbeře byla členkou štafety, která zaběhla nový světový rekord v závodě na 4 × 100 metrů, jehož hodnota byla 41,37 s. Na rekordu se dále podílely Sabine Güntherová, Ingrid Auerswaldová a Marlies Göhrová.
Největší úspěchy své kariéry zaznamenala v roce 1987 na druhém ročníku MS v atletice v Římě, kde se stala mistryní světa v běhu na 100 a 200 metrů. Třetí, stříbrnou medaili vybojovala společně s Cornelií Oschkenatovou, Kerstin Behrendtovou a Marlies Göhrovou ve štafetě (4 × 100 m).

## Osobní rekordy
Hala
- 50 m - (6,12 s - 19. února 1988, Berlín)
- 60 m - (7,04 s - 6. března 1988, Budapešť)

Dráha
- 100 m - (10,86 s - 20. srpna 1987, Postupim)
- 200 m - (21,74 s - 3. září 1987, Řím)